# Деревищина
Деревищина (укр. Деревищина) — село на Украине, основано в 1869 году, находится в Барановском районе Житомирской области.
Код КОАТУУ — 1820682002. Население по переписи 2001 года составляет 37 человек. Почтовый индекс — 12702. Телефонный код — 4144. Занимает площадь 2,41 км².

## Адрес местного совета
12740, Житомирская область, Барановский р-н, с.Жары